# 국제기구
국제기구(國際機構)는 어떤 국제적인 목적이나 활동을 위해서 두 나라 이상의 회원국으로 구성된 조직체이다.
크게 두 가지로 나뉜다.
- 국제 비정부기구(INGO): 국제적으로 운영되는 비정부기구(NGO) 여기에는 국제 비영리 단체와 세계 스카우트 운동 기구, 국제 적십자 위원회, 그리고 국경없는 의사회와 같은 세계적인 회사들이 포함된다.
- 국제 정부 기구(IGO)라고도 알려진 국제 정부 기관(IGO)은 주로 주권 국가(구성원 국가)로 구성된 조직이다. 주목할 만한 예로 유엔, 유럽 안보협력기구(OSCE), 유럽위원회(COE), 국제노동기구(ILO), 국제형사경찰기구(INTERPOL) 등이 있다. 유엔은 국제기구 대신 정부간 국제 기구라는 용어를 사용했다.

첫 번째 그리고 가장 오래된 정부간 기구는 비엔나 의회에서 1815년에 창설한 라인 항법 중앙위원회다.
국제기구의 역할은 정치적 협상을 중재하고 정치적 주도권을 위한 장소를 제공하며 연합을 위한 촉매 역할을 하는 국제적 의제를 정하는 데 도움을 주고 있다. 또한 국제기구들은 중요한 이슈를 정의하고 어떤 이슈를 함께 분류할 수 있는지 결정함으로써 정부의 우선순위 결정이나 기타 정부 준비에 도움이 된다.
모든 국제기구가 경제적, 정치적, 사회적 협력과 통합을 추구하는 것은 아니다.

## 같이 보기
- 정부간주의
- 국제 관계
- 국제무역
- 다자주의
- 불가침 조약
- 무역 블록
- 세계정부